# Hirō Onoda
 (avril 2015).
Si vous disposez d'ouvrages ou d'articles de référence ou si vous connaissez des sites web de qualité traitant du thème abordé ici, merci de compléter l'article en donnant les références utiles à sa vérifiabilité et en les liant à la section « Notes et références ».
Pour les articles homonymes, voir Onoda.
Hirō Onoda (小野田 寛郎, Onoda Hirō), né le 19 mars 1922 (an 11 de l'ère Taishō) dans le village de Kamekawa (aujourd'hui situé dans la ville de Kainan) dans la préfecture de Wakayama au Japon, et mort le 16 janvier 2014, est un soldat japonais en poste sur l'île de Lubang, dans les Philippines, qui refuse de croire à la fin de la Seconde Guerre mondiale et à la capitulation du Japon en 1945. Il continue la guerre avec trois autres soldats jusqu'en 1974. C'est le plus connu des nombreux « soldats japonais restants ».

## Biographie

### Instruction militaire
Issu d'une famille de six frères et sœurs, Hirō Onoda fait ses études au collège de Kainan. À 17 ans, il entre dans la société d'import-export Tajima-Yoko, spécialisée dans la vente de vernis à Wakayama, puis demande à être affecté dans une succursale de l'entreprise à Hankou en Chine. À 20 ans, il est appelé pour son service militaire à intégrer le 61e régiment d'infanterie de Wakayama. Peu de temps après, Onoda est affecté au 218e régiment d'infanterie : destination Nanchang, où il retrouve son frère Tadao.
En 1943, Onoda arrive à Kurume, qui a une école d'une réputation effrayante sous les ordres du général Shigetoumi. Après trois mois d'entraînement intensif, Onoda regagne son unité d'origine. Le 13 août 1944, Onoda quitte Kurume pour rejoindre la 33e compagnie à Futamata qui est une annexe de l'école de Nakano dans laquelle sont formés des officiers commandos. En décembre 1944, Onoda fait partie des vingt-deux hommes formés aux techniques de la guérilla. Destination : les Philippines, territoire américain occupé par le Japon. Son supérieur, le major Yoshimi Taniguchi (谷口 義美), lui donne l'ordre de retarder le débarquement des Américains sur l'île de Lubang, sur laquelle Hirō Onoda passera plus de trente années dans la jungle attendant le retour de l'armée japonaise.

### 1945-1974
En 1945, les troupes américaines reprennent l'île et presque toutes les troupes japonaises sont anéanties ou faites prisonnières. Cependant, Onoda continue la guerre, vivant d'abord dans les montagnes avec trois camarades (Yuichi Akatsu, Shōichi Shimada et Kinshichi Kozuka). Un d'entre eux, Akatsu, se rend finalement aux forces philippines en 1950, et les deux autres sont tués dans des échanges de coups de feu avec les forces locales — Shimada le 7 mai 1954, Kozuka le 19 octobre 1972 — laissant Onoda seul dans la montagne durant deux ans.
Il considère toutes les tentatives visant à le convaincre que la guerre était finie comme une ruse. En 1959, il est déclaré légalement mort au Japon.
Retrouvé en 1974 par un étudiant japonais, Norio Suzuki, Onoda refuse obstinément d'accepter l'idée que la guerre était finie à moins d'avoir reçu de son supérieur hiérarchique l'ordre de déposer les armes. Pour l'aider, Suzuki retourne au Japon avec des photos de lui-même et d'Onoda comme preuve de leur rencontre. La même année, le gouvernement japonais retrouve le commandant d'Onoda, le major Taniguchi, devenu libraire. Celui-ci se rend à Lubang, informe Onoda de la défaite du Japon et lui ordonne de déposer les armes. Le lieutenant Onoda quitte la jungle 29 ans après la fin de la Seconde Guerre mondiale, et accepte l'ordre de son chef de remettre son uniforme et son sabre, avec son fusil Arisaka Type 99 toujours en état de marche, cinq cents cartouches et plusieurs grenades à main.

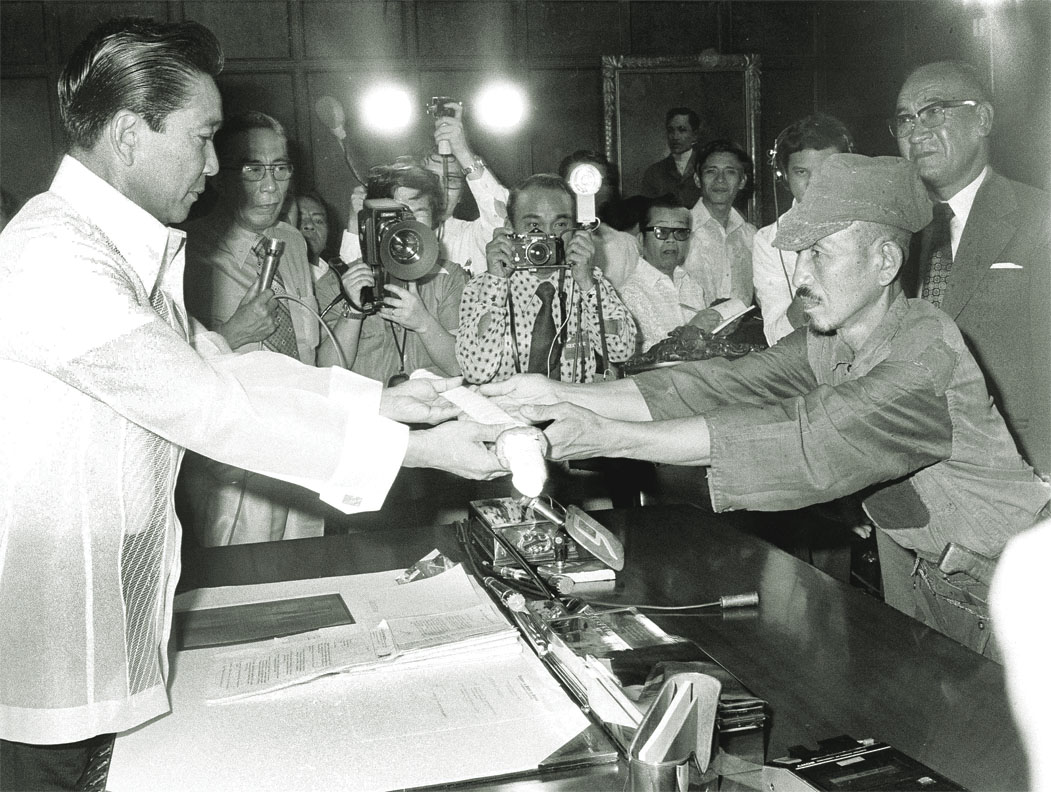
Onoda remet son sabre au président Ferdinand Marcos lors de sa reddition le 11 mars 1974.

Bien qu'il ait tué une trentaine de Philippins qui habitaient l'île et échangé plusieurs coups de feu avec la police, on tient compte des circonstances et Onoda bénéficie d'une grâce du président philippin Ferdinand Marcos.
Le lieutenant Onoda fut, au sens strict, le dernier soldat de nationalité japonaise à se rendre. Le tout dernier soldat de l'armée japonaise fut retrouvé quelques mois plus tard, en décembre 1974 : il s'agissait non pas d'un citoyen japonais, mais d'un aborigène de Taïwan incorporé dans les volontaires de Takasago sous le nom de Teruo Nakamura.

### Vie ultérieure
Après sa reddition, Hirō Onoda s'installe au Brésil, où il devient éleveur de bétail. Peu après sa reddition, il publie une autobiographie, Ma guerre de 30 ans sur l'île de Lubang (わがルバン島の30年戦争, Waga Ruban-tō no sanjū-nen sensō), où il décrit sa vie de maquisard dans une guerre terminée depuis longtemps. Par la suite, il épouse une compatriote et, en 1984, retourne vivre au Japon, où il crée en pleine nature un camp pour les enfants. Là, Hirō Onoda partage avec eux ce qu'il avait appris sur la survie pendant ses années de vie solitaire. En 1996, il revient visiter l'île de Lubang et fait un don de dix mille dollars américains pour l'école locale.
Onoda fut affilié au très influent et ouvertement révisionniste lobby Nippon Kaigi, qui vise à la restauration de l'Empire et du militarisme.
Hirō Onoda meurt le 16 janvier 2014 à Tokyo,, âgé de 91 ans.

## Publications
- Au nom du Japon, La Manufacture de livres, 2020 ((ja) Waga Ruban-tō no sanjū-nen sensō (わがルバン島の30年戦争?), Kōdansha, 1974), autobiographie, trad. Sébastien Raizer  (ISBN 978-2358875974)
- (ja) Tatakatta, ikita, Ruban-tō sanjū-nen shōnen shōjo ni okuru watashi no shuki (戦った、生きた、ルバン島30年 少年少女におくるわたしの手記?), Kōdansha, 1974
- (ja) Waga Burajiru jinsei (わがブラジル人生?), Kōdansha, 1982
- (ja) Kodomo wa yasei da Rubangu-tō sanjū-nen (子どもは野性だ ルバング島30年?), Gakushū kenkyūsha, 1984
- (ja) Kodomo wa kaze no ko, shizen no ko "Janguru ojisan" no shizenryū kosodate (子どもは風の子、自然の子-『ジャングルおじさん』の自然流子育て?), Kōdansha, 1987
- (ja) Waga kaisō no Rubangu-tō jōhō jōkō no ososugita kikan (わが回想のルバング島 情報将校の遅すぎた帰還?), Asahi Shimbunsha, 1988
- (ja) Tatta hitori no sanjū-nen sensō (たった一人の30年戦争?), 1995
- (ja) Kyokugen de watashi o sasaeta mono (極限で私を支えたもの?), 1997
- (ja) Onoda Hirō - waga Ruban-tō no sanjū-nen sensō (ningen nokiroku (109)) (小野田寛郎―わがルバン島の30年戦争 (人間の記録 (109))?), Nihon tosho sentā, 1999
- (ja) Kimitachi, dō suru? (君たち、どうする??), Shinchōsha, 2004
- (ja) Rubangu-tō sengo sanjū-nen no tatakai to Yasukuni jinja e no omoi (ルバング島戦後30年の戦いと靖国神社への思い?), Meiseisha, 2007
- (ja) Ikiru (生きる?), PHP kenkyūsho, 2013

## Notoriété
On peut voir Onoda référencé, brièvement, dans les toutes premières minutes du film Le Crabe-Tambour (1977) de Pierre Schoendoerffer, alors que le médecin major Pierre (joué par Claude Rich) regarde les actualités télévisuelles à bord de l'escorteur d'escadre de la marine française le Jauréguiberry.
Un vaisseau spatial dans le roman La Guerre spéciale de Xavier Mauméjean reprend son nom.
Son histoire est par ailleurs brièvement résumée dans le huitième épisode de la troisième saison dans la série Fargo.
Le groupe de rock progressif Camel lui a consacré l'album Nude (1981).
L'histoire de Hirō Onoda sert de toile de fond à l'épisode 14 de la seconde saison de la série L'Homme qui valait trois milliards intitulé Kamikaze. On aperçoit également la photo d'Onoda sur un diaporama que montre Oscar Goldman à Steve Austin au début de l'épisode.
Arthur Harari adapte son histoire au cinéma sous le titre Onoda, 10 000 nuits dans la jungle (2021).
La série d'animation Archer y fait référence dans la Neuvième saison : Danger Island

#### Bases de données et dictionnaires
- (ja) Site officiel
- Ressource relative aux militaires :   - TracesOfWar
- Notices d'autorité :   - VIAF
  - ISNI
  - BnF (données)
  - IdRef
  - LCCN
  - GND
  - Japon
  - CiNii
  - Belgique
  - Pays-Bas
  - Pologne
  - Israël
  - Tchéquie
  - WorldCat